# Antimora
Antimora is een geslacht van straalvinnige vissen uit de familie van diepzeekabeljauwen (Moridae). Het geslacht is voor het eerst wetenschappelijk beschreven in 1878 door Guenther.

## Soorten
- Antimora microlepis Bean, 1890
- Antimora rostrata (Günther, 1878)